# Delfino Pescara 1936
A Delfino Pescara egy 1936-ban alapított olasz labdarúgóklub, jelenleg a Serie B tagja.

## Jelenlegi keret
2015. augusztus 7. szerinti állapot.
| #  |     | Poszt | Név                                          |
| -- | --- | ----- | -------------------------------------------- |
| 1  | ITA | K     | Vincenzo Fiorillo (kölcsönben a Juventustól) |
| 2  | ITA | V     | Emanuele Pesoli                              |
| 3  | BIH | V     | Gordan Bunoza                                |
| 4  | ITA | V     | Alessandro Crescenzi (kölcsönben a Romától)  |
| 5  | ITA | KP    | Alessandro Bruno                             |
| 6  | ITA | V     | Michele Fornasier                            |
| 7  | CRO | CS    | Ante Vukušić                                 |
| 8  | ALB | KP    | Ledian Memushaj                              |
| 9  | ITA | CS    | Marco Sansovini                              |
| 10 | ITA | CS    | Gianluca Lapadula                            |
| 11 | ITA | V     | Francesco Zampano                            |
| 12 | ITA | K     | Gabriele Aldegani                            |
| 13 | CRO | V     | Dario Župarić                                |
| 14 | ITA | KP    | Vittorio Esposito                            |
| 16 | ITA | KP    | Lorenzo Paolucci                             |
| 17 | ITA | CS    | Gianluca Caprari                             |
| 18 | ITA | K     | Simone Aresti                                |

| #  |     | Poszt | Név                                             |
| -- | --- | ----- | ----------------------------------------------- |
| 20 | ITA | V     | Daniele Mignanelli                              |
| 21 | ITA | KP    | Rolando Mandragora (kölcsönben az Genoától)     |
| 24 | GHA | KP    | Ransford Selasi                                 |
| 25 | ITA | KP    | Mattia Valoti (kölcsönben az Veronától)         |
| 27 | ITA | KP    | Danilo Bulevardi                                |
| 28 | ROU | KP    | Alexandru Mitriță                               |
| 30 | CRO | KP    | Hrvoje Miličević                                |
| 32 | ITA | CS    | Pierluigi Cappelluzzo (kölcsönben az Veronától) |
| 33 | ITA | V     | Fabrizio Grillo                                 |
| 34 | URU | KP    | Lucas Torreira (kölcsönben a Sampdoriától)      |
| 35 | ITA | CS    | Simone Monni                                    |
| 39 | IRN | KP    | Mohammad Laghaei                                |
| 40 | ITA | KP    | Valerio Verre (kölcsönben az Udinesetől)        |
| 41 | ITA | V     | Riccardo Fiamozzi                               |
|    | ARG | V     | Luciano Abecasis                                |
|    | ITA | CS    | Luca Forte                                      |
|    | ARG | V     | Hugo Campagnaro                                 |

## Sikerei
- Serie B
  - Bajnok (2): 1986–87, 2011–12

## Ismertebb játékosok
A vastaggal jelzett játékosok felnőtt válogatottsággal rendelkeznek. 
- Ledian Memushaj
- Hugo Campagnaro
- Valeri Bozsinov
- Juan Fernando Quintero
- Grigoris Kastanos
- Sulley Muntari
- Birkir Bjarnason
- Alberto Aquilani
- Bryan Cristante
- Ciro Immobile
- Cristiano Biraghi
- Lorenzo Insigne
- Marco Verratti
- Matteo Politano
- Mattia Perin
- Rolando Mandragora
- Gianluca Lapadula
- Bartosz Salamon
- Gyömbér Norbert
- Vladimír Weiss
- Lucas Torreira